# Sa mạc Kyzylkum
Sa mạc Kyzylkum (chữ Anh: Kyzylkum Desert, chữ Uzbek: Qizilqum, Қизилқум) là chỉ sa mạc lớn thứ mười lăm của thế giới. Chữ Kyzyl và chữ kum trong ngữ hệ Đột Quyết (bao gồm tiếng Uzbek, tiếng Kazakh, tiếng Duy Ngô Nhĩ, v.v) tách ra lần lượt chỉ màu đỏ và cát, nghĩa hợp thành là Sa mạc Đỏ. Nó ở vào giữa sông Syr và sông Amu của Trung Á, bên trong phạm vi ba quốc gia Uzbekistan, Kazakhstan và Turkmenistan. Tổng diện tích khoảng chừng 298.000 kilômét vuông. Độ cao từ 53 đến 300 mét so với mức mặt biển. Chiều hướng nghiêng từ đông nam hướng về tây bắc. Ụ cát phân tán rộng khắp, thông thường độ cao từ 03 đến 30 mét, cao nhất có thể đến 75 mét. Có chủng loại đồi cát hình trăng non (barchan). Phạm vi bên trong vùng sa mạc này còn có một dãy bồn địa đóng kín và núi đơn độc, cao tới 922 mét so với mức mặt biển. Về phía tây bắc có nhiều chỗ đất nứt nẻ. Khí hậu tính lục địa, nóng nực vào mùa hè. Lượng giáng thủy hằng năm từ 100 đến 200 milimét. Nhiều ốc đảo nhỏ, là trung tâm của nghề chăn nuôi súc vật. Đất canh tác rất ít. Có các kho tàng mỏ quặng như mỏ vàng Muruntau ở bang Navoiy và mỏ khí thiên nhiên Gazli ở bang Bukhara. Nơi xa xôi hẻo lánh này có khu bảo tồn thiên nhiên.

## Vị trí địa lí
Sa mạc Kyzylkum ở giữa sông Syr và sông Amu của Trung Á, bên trong phạm vi ba quốc gia Uzbekistan, Kazakhstan và Turkmenistan. Sa mạc này chủ yếu do đồng bằng cấu thành, cũng có một phần đất thấp và đất gò đống, độ cao từ 53 đến 300 mét so với mức mặt biển. Bên trong nơi này cũng có một dãy bồn địa đóng kín và núi đơn độc, cao đến 922 mét so với mức mặt biển. Địa thế nghiêng dốc từ đông nam hướng về tây bắc. Phần lớn vùng đất bị cát che trùm, ụ cát phân tán rộng khắp, thông thường độ cao từ 03 đến 30 mét, cao nhất có thể đến 75 mét. Có chủng loại đồi cát hình trăng non (barchan). Vùng đất phía tây bắc có nhiều chỗ đất nứt nẻ, một số khu vực có đất sét che lợp. Vì thành phần cấu tạo chủ yếu của sa mạc này là mạt đá phá vỡ và vật chất tàn dư của đất canh tác đỏ do trầm tích, cho nên lộ ra màu đỏ.

## Khí hậu
Bởi vì vùng đất này ở nội lục, nên thuộc về loại khí hậu tính lục địa á nhiệt đới, nóng nực vào mùa hè. Lượng giáng thủy hằng năm từ 100 đến 200 milimét. Nhiều ốc đảo nhỏ, là trung tâm của nghề chăn nuôi súc vật. Đất canh tác rất ít. Có các kho tàng mỏ quặng như mỏ vàng Muruntau ở bang Navoiy, mỏ khí thiên nhiên Gazli ở bang Bukhara, v.v

## Sinh vật
Động vật sa mạc Kyzylkum bao gồm linh dương Saiga ở vùng đất phía bắc (tập tính dời đi nơi khác vào mùa đông) và một loài kì đà sa mạc dài nhất có thể đến 1,6 mét. Bang Bukhara có khu bảo vệ tự nhiên được tìm thấy vào năm 1971. Diện tích khu bảo vệ tự nhiên đến 101.000 kilômét vuông. Địa điểm chuẩn xác ở vào khu vực đất ngập lụt sông Amu gần sát thị trấn Birata, vùng đất phía bắc của nước Turkmenistan. Bên trong khu bảo vệ tự nhiên có hươu Đại Hạ, lợn rừng, trĩ đỏ, diều hâu vàng, v.v Bên trong biên giới của Kazakhstan lại còn có động vật hiếm có như mèo Pallas, mèo sa mạc, v.v. Ở nơi cách 40 kilômét (25 dặm Anh) về phía nam của bang Bukhara có một cái khu bảo vệ tự nhiên "Djeyran" thành lập vào năm 1977, diện tích là 51.450 kilômét vuông (19.860 dặm Anh vuông). Nó là trung tâm nuôi nấng cho ăn các loài động vật quý hiếm bao gồm linh dương bướu giáp, ngựa hoang Przewalski, lừa hoang Ba Tư và ô tác Macqueen.
Mặt đất phần nhiều là ụ cát nên chỉ có thực vật sa mạc sinh trưởng.

## Kinh tế
Đất canh tác rất ít. Sa mạc là trung tâm của nghề chăn nuôi súc vật, chủ yếu chăn nuôi cừu nhà và lạc đà (ngọn núi đơn hay đôi đều có). Men theo sông và ốc đảo có điểm định cư nông nghiệp, Liên Xô lúc đó từng vì phòng ngừa và chữa trị thổ nhưỡng bị nhiễm kiềm mặn thứ sinh nên lấy một phần của vùng đất này cải tạo làm khu vực tưới tiêu ốc đảo giàu có đầy đủ.
Kho quặng chủ yếu là vàng, bạc, đồng, nhôm, urani, dầu đốt thô và khí thiên nhiên. Khu vực mỏ khí thiên nhiên Gazli ở phía đông nam và mỏ vàng Muruntau ở phía giữa sa mạc xây dựng vào niên đại 1970 tương đối nổi tiếng. Trung tâm đúc luyện kim loại thì tập trung ở ba thành phố Navoiy, Zarafshan và Uchkuduk của bên trong phạm vi bang Navoiy, nước Uzbekistan.